# Nuoto ai XIX Giochi asiatici - 100 metri farfalla maschili
La gara dei 100 metri farfalla maschili di nuoto ai XIX Giochi asiatici si è svolta il 25 settembre 2023, durante i XIX Giochi asiatici, presso l'Hangzhou Olympic Sports Expo Center.

## Podio
| Pos.    | Atleta              | Nazione    |
| ------- | ------------------- | ---------- |
| Oro     | Katsuhiro Matsumoto | Giappone   |
| Argento | Wang Changhao       | Cina       |
| Bronzo  | Adilbek Mussin      | Kazakistan |

## Record
Prima della manifestazione il record del mondo (RM), il record asiatico (AS) e il record dei giochi (RC) erano i seguenti.
|  | 49"95 | Caeleb Dressel   | 31 luglio 2021 Tokyo          |
|  | 50"39 | Joseph Schooling | 12 agosto 2016 Rio de Janeiro |
|  | 51"04 | Joseph Schooling | 22 agosto 2018 Giacarta       |

Nel corso della competizione non sono stati migliorati.

## Programma
| Data              | Ora (UTC+8) | Turno    |
| ----------------- | ----------- | -------- |
| 27 settembre 2024 | 10:14       | Batterie |
| 27 settembre 2024 | 19:45       | Finale   |

## Risultati

### Batterie
| Pos. | Batteria | Corsia | Atleta               | Nazionalità   | Tempo   | Note |
| ---- | -------- | ------ | -------------------- | ------------- | ------- | ---- |
| 1    | 2        | 4      | Wang Changhao        | Cina          | 51"55   | Q    |
| 2    | 4        | 4      | Katsuhiro Matsumoto  | Giappone      | 51"88   | Q    |
| 3    | 4        | 5      | Adilbek Mussin       | Kazakistan    | 51"98   | Q    |
| 4    | 3        | 3      | Kim Young-beom       | Corea del Sud | 52"11   | Q    |
| 5    | 2        | 5      | Quah Zheng Wen       | Singapore     | 52"31   | Q    |
| 6    | 3        | 4      | Naoki Mizunuma       | Giappone      | 52"77   | Q    |
| 7    | 4        | 3      | Eldorbek Usmonov     | Uzbekistan    | 52"85   | Q    |
| 8    | 3        | 2      | Kim Ji-hun           | Corea del Sud | 52"91   | Q    |
| 9    | 3        | 5      | Sun Jiajun           | Cina          | 52"93   |      |
| 10   | 3        | 6      | Bryan Leong          | Malaysia      | 53"26   |      |
| 11   | 4        | 6      | Navaphat Wongcharoen | Thailandia    | 53"69   |      |
| 12   | 2        | 3      | Jarod Hatch          | Filippine     | 53"70   |      |
| 13   | 4        | 7      | Mehrshad Afghari     | Iran          | 54"07   |      |
| 14   | 2        | 2      | Ng Cheuk Yin         | Hong Kong     | 54"26   |      |
| 15   | 4        | 2      | Joe Kurniawan        | Indonesia     | 54"40   |      |
| 16   | 3        | 7      | Waleed Abdulrazzaq   | Kuwait        | 54"62   |      |
| 17   | 2        | 7      | Surasit Thongdeang   | Thailandia    | 54"78   |      |
| 18   | 2        | 6      | Lim Noz              | Hong Kong     | 54"80   |      |
| 19   | 4        | 1      | Tameem Elhamayda     | Qatar         | 55"64   |      |
| 20   | 3        | 1      | Jerald Lium          | Singapore     | 56"50   |      |
| 21   | 2        | 1      | Mohamed Ismail       | Qatar         | 57"62   |      |
| 22   | 2        | 8      | Lam Chi Chong        | Macao         | 58"60   |      |
| 23   | 1        | 4      | Arsian Gayypnazarov  | Turkmenistan  | 58"80   |      |
| 24   | 4        | 8      | Al Kulaibi Arym      | Oman          | 59"45   |      |
| 25   | 1        | 5      | Mohamed Shiham       | Maldive       | 1'02"41 |      |
| 26   | 3        | 8      | Azhar Abbas          | Pakistan      | 1'02"70 |      |
| 27   | 1        | 6      | Saddam Ramziyorzoda  | Tagikistan    | 1'03"01 |      |
| 28   | 1        | 3      | Kinley Lhendup       | Bhutan        | 1'03"38 |      |
| 29   | 1        | 2      | Ahmed Niyaz          | Maldive       | 1'10"30 |      |

### Finale
| Pos. | Corsia | Atleta              | Nazionalità   | Tempo | Note |
| ---- | ------ | ------------------- | ------------- | ----- | ---- |
|      | 4      | Katsuhiro Matsumoto | Giappone      | 51"13 |      |
|      | 5      | Wang Changhao       | Cina          | 51"24 |      |
|      | 2      | Adilbek Mussin      | Kazakistan    | 51"86 |      |
| 4    | 3      | Naoki Mizunuma      | Giappone      | 51"97 |      |
| 5    | 1      | Kim Young-beom      | Corea del Sud | 52"19 |      |
| 6    | 8      | Quah Zheng Wen      | Singapore     | 52"26 |      |
| 7    | 7      | Kim Ji-hun          | Corea del Sud | 52"79 |      |
| 8    | 6      | Eldorbek Usmonov    | Uzbekistan    | 52"81 |      |